# La Perla
La Perla là một đô thị thuộc bang Veracruz, México. Năm 2005, dân số của đô thị này là 18930 người.